# Hořice (ort i Tjeckien, Hradec Králové)
Hořice är en stad i Tjeckien.   Den ligger i regionen Hradec Králové, i den centrala delen av landet, 90 km öster om huvudstaden Prag. Hořice ligger 306 meter över havet och antalet invånare är 8 899.
Terrängen runt Hořice är platt söderut, men norrut är den kuperad. Runt Hořice är det tätbefolkat, med 276 invånare per kvadratkilometer. Närmaste större samhälle är Dvůr Králové nad Labem, 14,8 km nordost om Hořice. Trakten runt Hořice består till största delen av jordbruksmark.